# Heteropoda rosea
Heteropoda rosea là một loài nhện trong họ Sparassidae.
Loài này thuộc chi Heteropoda. Heteropoda rosea được Ferdinand Karsch miêu tả năm 1879.